# Songthaew

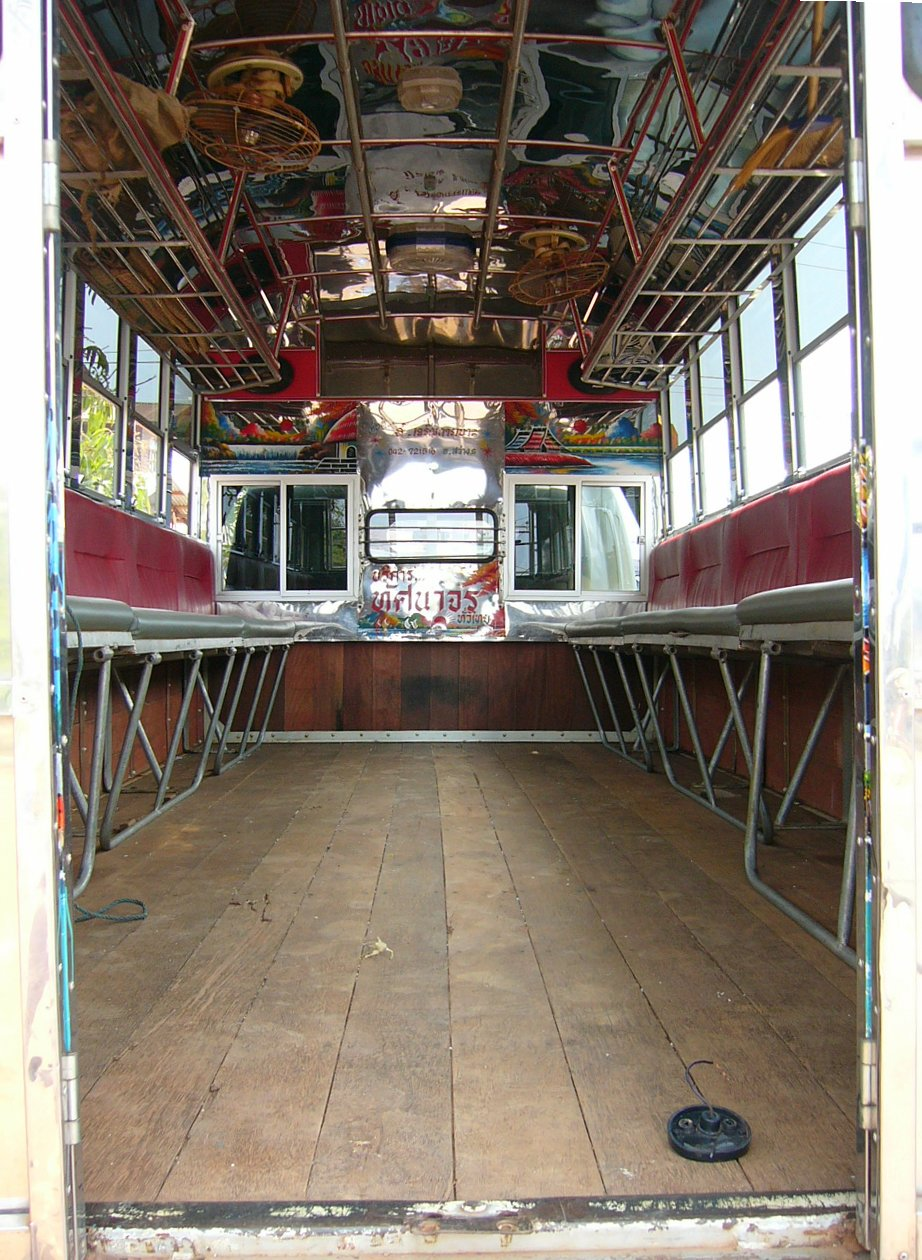
Il cassone posteriore e le due panche di un songthaew thailandese

Un songthaew (in alfabeto thai: สองแถว, in alfabeto lao: ສອງແຖວ, trasl. IPA: [sɔ̌ːŋtʰɛːw], letteralmente: due file) è un veicolo per il trasporto pubblico di passeggeri utilizzato in Thailandia e Laos. Viene utilizzato anche in Malaysia, dove è chiamato dua baris, ed in Birmania, dove prende il nome di lain ka (dall'inglese line car).
Il servizio viene offerto con dei pick-up o dei camioncini i cui cassoni posteriori sono aperti sui lati, hanno il tetto coperto e sono provvisti sui fianchi di 2 panche dove siedono i viaggiatori, che vi accedono dal lato posteriore. Nei modelli più grandi si trova a volte una terza panca centrale. Alcuni passeggeri siedono nell'abitacolo a fianco dell'autista e, in caso di sovraffollamento, altri stanno in piedi all'interno del cassone o al suo esterno sul lato posteriore, dove si trovano apposite pedane e maniglioni di sostenimento.
I songthaew svolgono il loro servizio prevalentemente sul territorio comunale, dove integrano o sostituiscono il normale esercizio di autobus urbani. Vengono usati anche per il trasporto in ambito provinciale, in tale caso si utilizzano soprattutto i veicoli più grandi. Di solito i percorsi e le tariffe del trasporto sono prefissati, ma in alcuni casi, come nella città di Chiang Mai, si può scegliere il percorso, fissare il prezzo della corsa con l'autista e durante il tragitto possono accedervi altri passeggeri che a loro volta pagano per il tratto percorso. In altre località, concordare il tragitto con un songthaew che non abbia altri passeggeri a bordo, equivale all'utilizzo di un normale taxi ed è più costoso.
A seconda della località, l'indicazione della destinazione può essere scritta su una targa anteriore oppure la destinazione varia con il colore della vettura. Il songthaew si ferma in qualsiasi punto del tragitto per far salire o scendere i passeggeri. Per scendere si schiaccia un pulsante ed il conducente si ferma sul posto, nel caso il pulsante mancasse si deve comunicare a voce l'invito a fermarsi. Il pagamento avviene dopo che il passeggero è sceso: si avvicina ad un finestrino dell'abitacolo di guida e paga direttamente all'autista.

## Galleria d'immagini

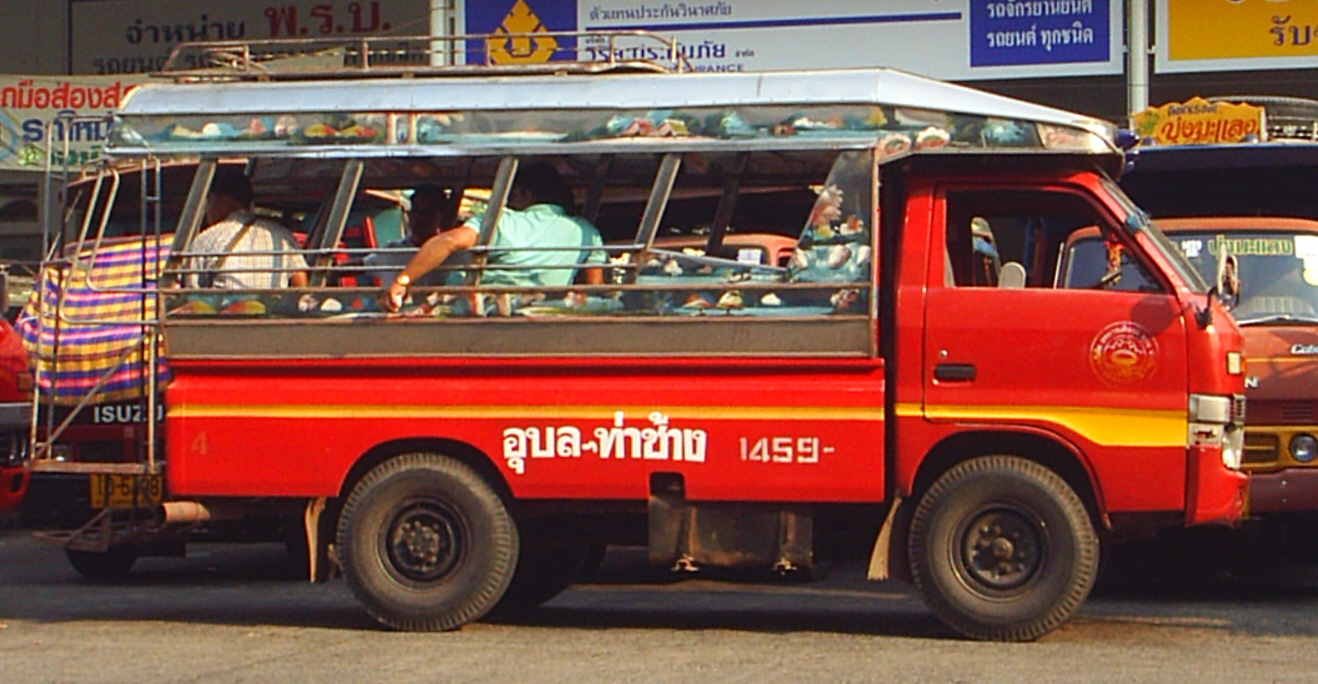
Un songthaew per il trasporto nella provincia di Ubon Ratchathani
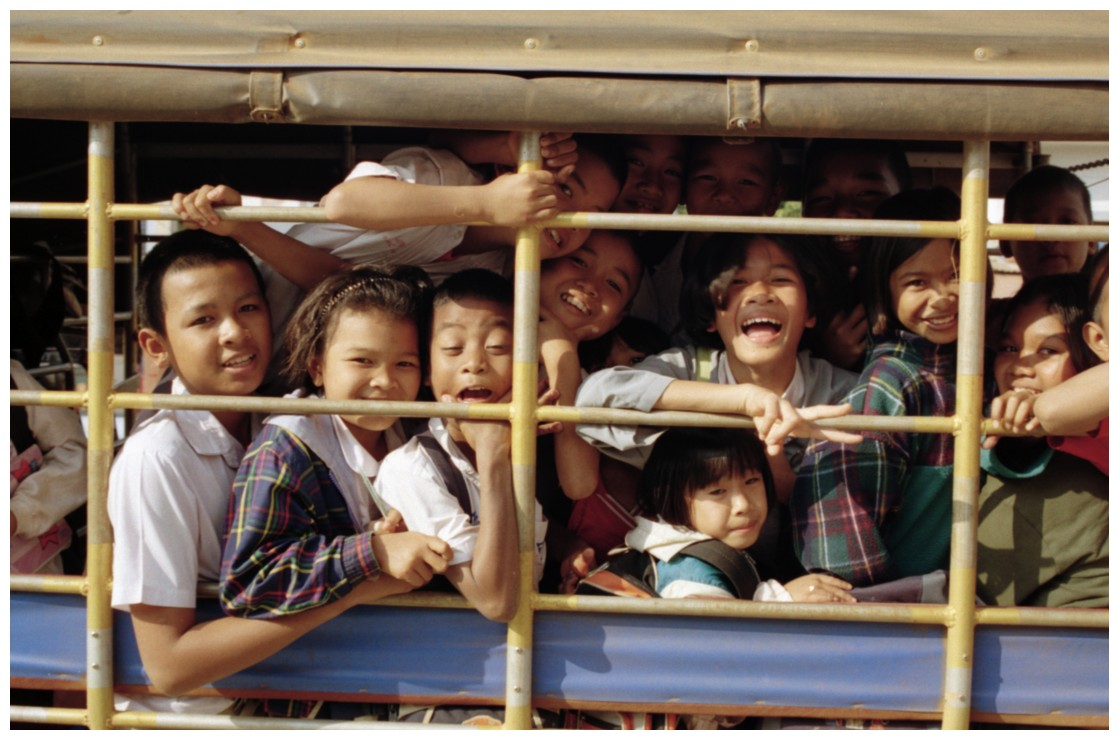
Studenti stipati in un songthaew all'uscita da scuola, in Thailandia
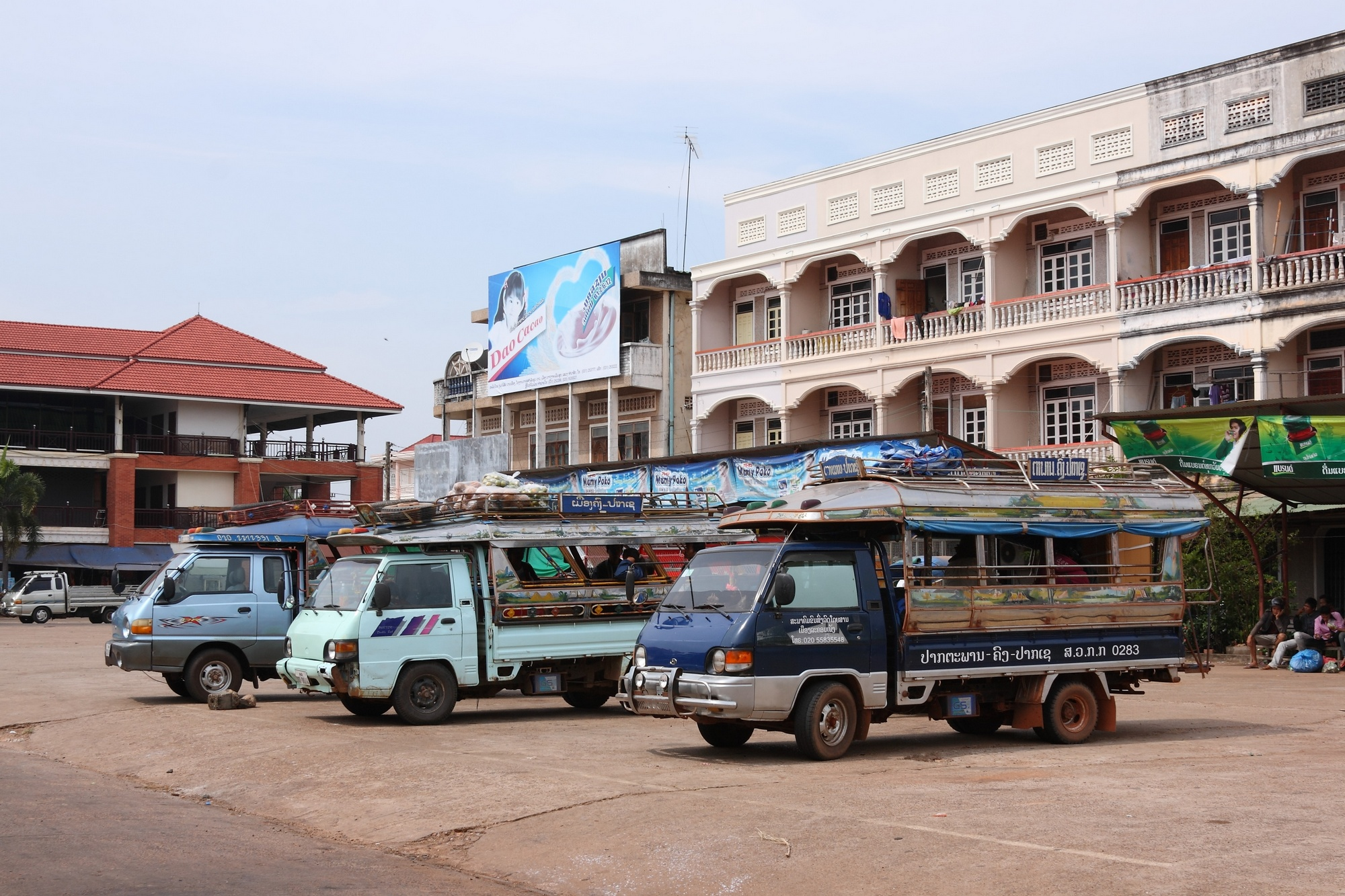
Stazione degli autobus di Pakse, in Laos
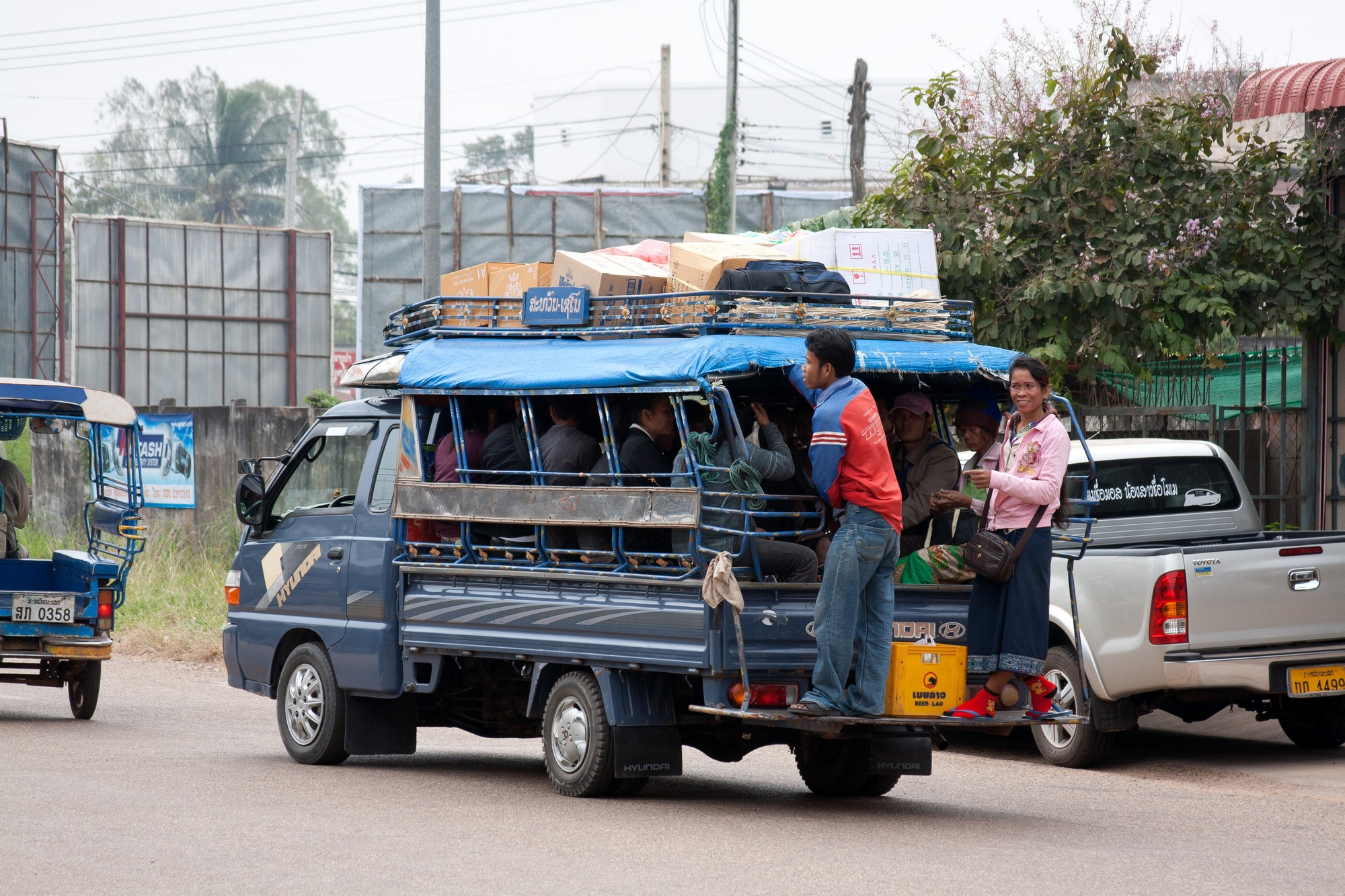
Un songthaew di Savannakhet, Laos
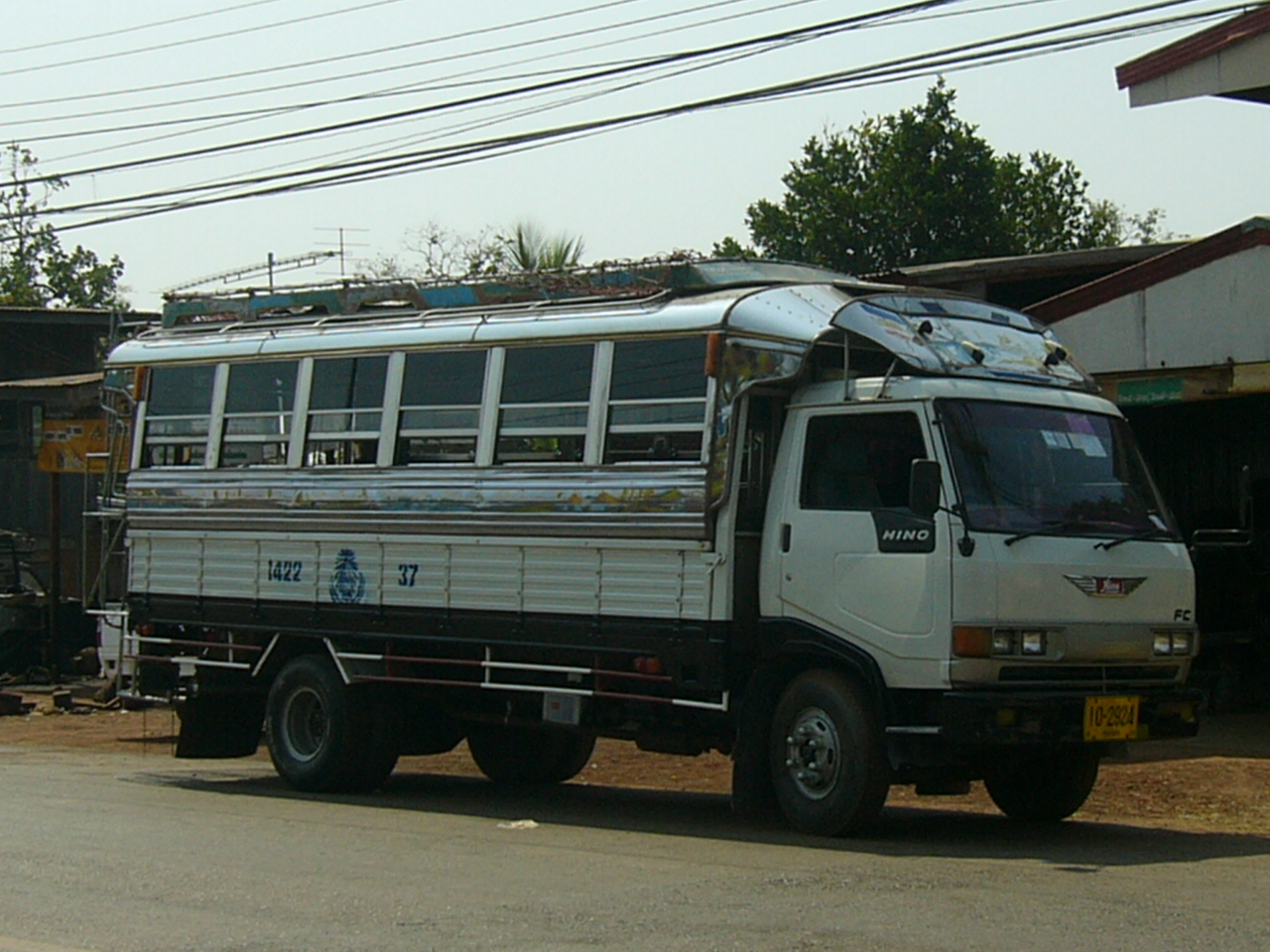
Uno dei modelli più grandi di songthaew, Thailandia
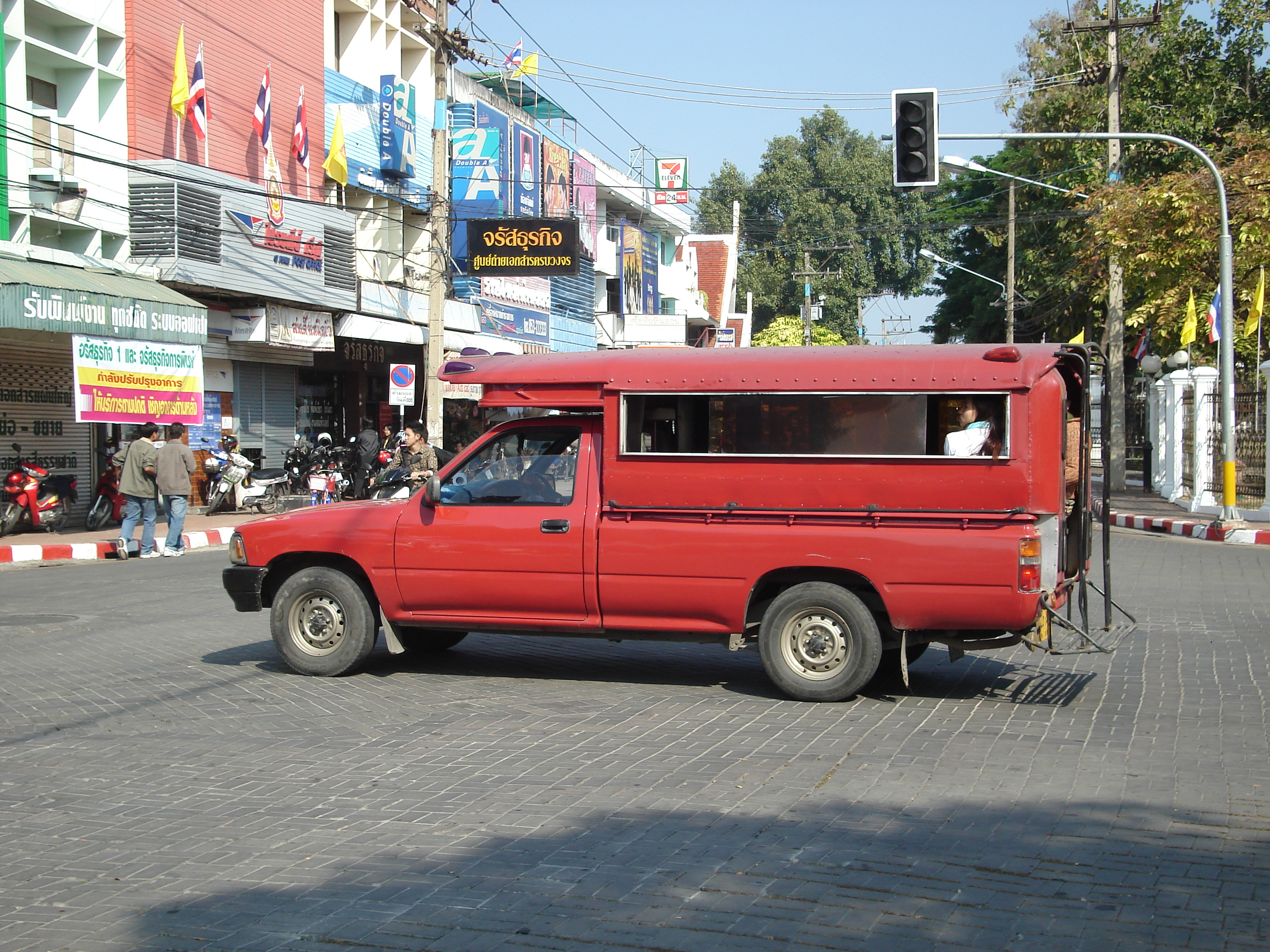
Classico songthaew derivante da pick-up, Chiang Mai
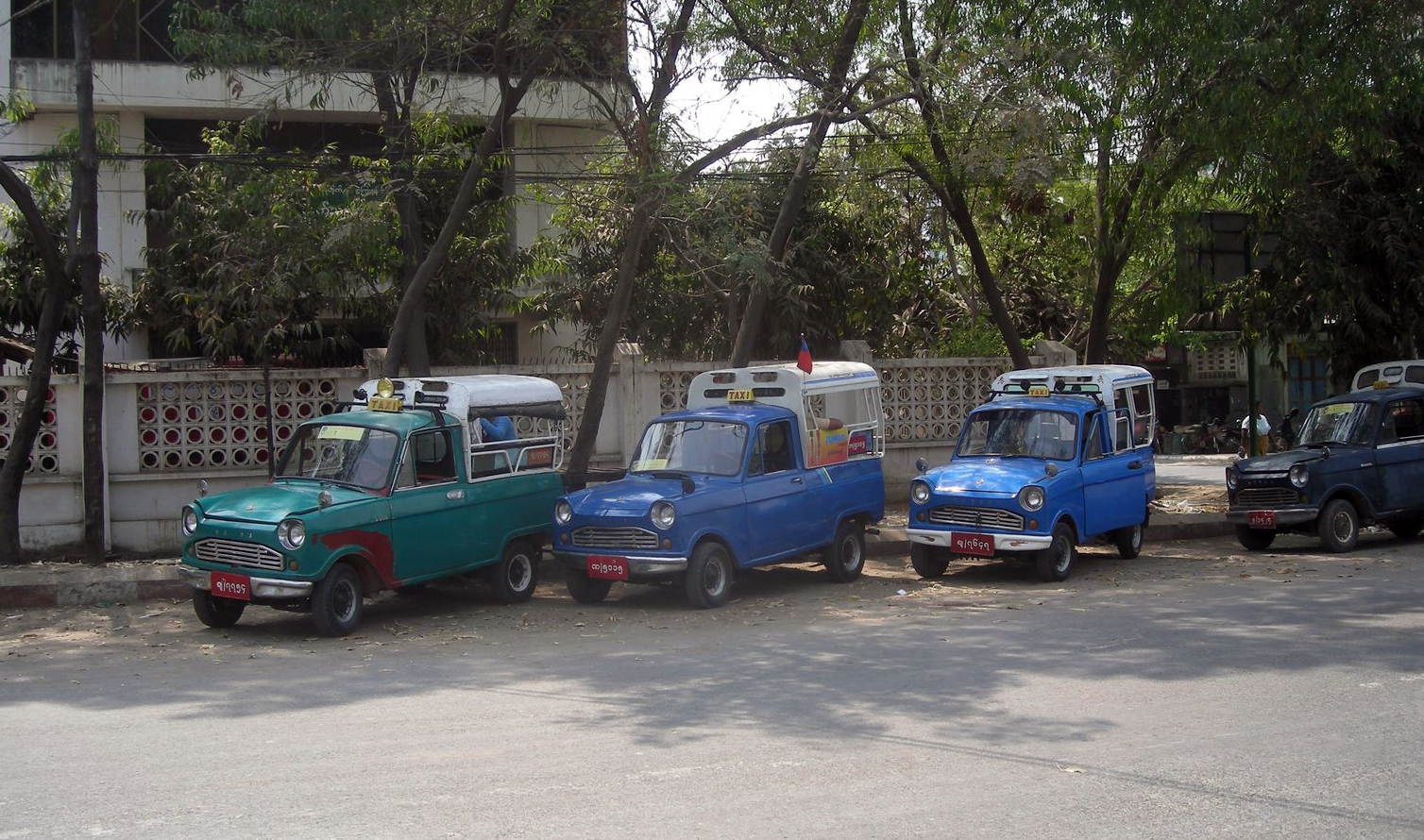
Lain ka birmani
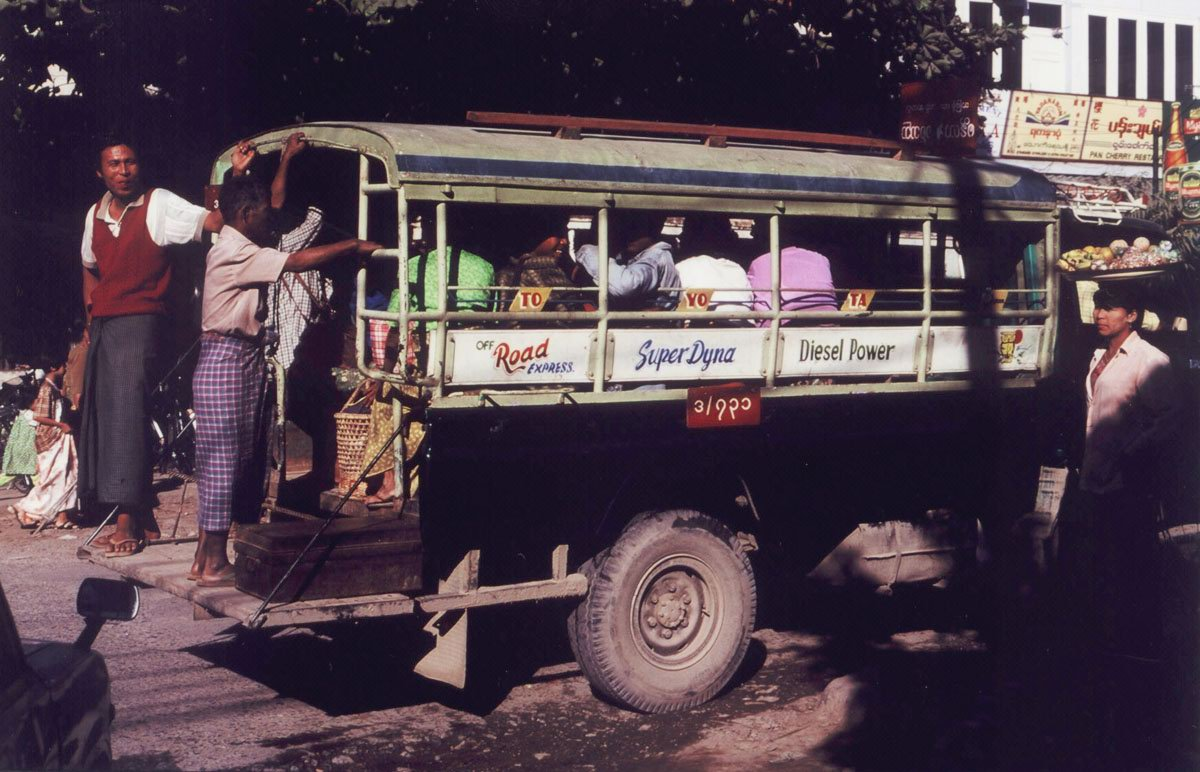
Lain ka di Mandalay